# بادتیبیرا
بادتیبیرا ( به معنی «دیوار مسگران» یا «دژ آهنگران») که امروزه با نام تل المدینه شناخته می‌شود و بین شطره و تل السنکره (لارسای باستان) در جنوب عراق قرار دارد، شهری باستانی است که نامش در میان شهرهای پیش از طوفان در فهرست پادشاهان سومری آمده است. نام اکدی آن دورگورگوری بود. مورخانی چون ابیدینوس، آپولودور آتنی و بروسوس در یونانی از آن با عنوان Παντιβίβλος (پانتی‌بیبلوس) نام برده‌اند. این نام یادآور نام دیگر این شهر یعنی پاتیبیرا (آبراه آهنگران) است.